# نظام تحكم موزع
نظام التحكم الموزع أو منظومة تحكم موزع (بالإنكليزية Distributed Control System or DCS) هو أحد أنظمة التحكم الصناعية المبنية على أساس توزيع المهام بدلا من تركيزها في موقع واحد.
لهذا النظام العديد من التطبيقات الصناعية والطبية مثل التحكم المروري المتقدم، معامل تكرير النفط والغاز، المفاعلات النووية ومصانع الادوية.

## عناصر النظام
تمثل المعالجات أو المتحكمات Controllers الدماغ الأساسي للنظام كما أن هناك وحدة الإدخال والتي تستقبل الإشارات المختلفة من الحقل إلى المعالج حيث يقوم بمقارنتها مع القيم المرجو وصولها ومن ثم إرسال المعلومات اللازمة لتصحيح الخطأ إلى وحدة المخرجات Outputs التي ترسل إشارات التحكم مرة أخرى إلى الحقل.
تختلف أنواع إشارات الدخل والخرج بحسب نوع أجهزة القياس والتحكم وكذلك من نظام لاخر، تعد إشارة التيار المستمر 4-20 mA dc إحدى أشهر هذه الإشارات كون العديد من أجهزة القياس والتحكم الحديثة تعتمدها وفقا لمنظمة ISA. كما تتعامل بعض الأنظمة مع بروتوكولات هارت HART وبروتوكولات الشبكات المختلفة.
غالبا ما تدعم أنظمة التحكم الحديثة الوحدات بشكل مضاعف (SIL-2) لضمان وثوقية النظام. هذا يعني مضاعفة أجهزة المعالجة ووحدات الإدخال والإخراج. ومن أجل السلامة الصناعية للعاملين والحقل يعمل هذا النظام مع نظام السلامة Safety System الذي قد يكون من نوع SIL-2 أو أعلى في مستوى السلامة (مثلا SIL-3).
من جهة أخرى قد يكون نظام التحكم الموزع متصلا بأجهزة الحقل مباشرة أو عبر نظام وسيط مثل سكادا SCADA.

## أنواع نظام التحكم الموزع
- Yokogawa Centum CS; CX; CS 1000/3000.
- Invensys Foxboro Process Control System (I/A PCS).

## وصلات خارجية
- نظم فوكسبرو (بالإنكليزية)